# ليو يانسن
ليو يانسن (بالهولندية: Leo Jansen)‏ هو فنان هولندي، ولد في 30 أبريل 1930، وتوفي في 20 ديسمبر 1980.

## وصلات خارجية
- ليو يانسن على موقع ديسكوغز (الإنجليزية)